# Hemimycena delectabilis
Hemimycena delectabilis es una especie de hongos basidiomicetos de la familia Mycenaceae, del orden  Agaricales.

## Sinónimos
- Agaricus delectabilis  (Peck, 1877)
- Delicatula delectabilis (Kühner & Romagn, 1953)
- Marasmiellus delectabilis (Singer, 1951)
- Mycena delectabilis  (Sacc, 1887)
- Omphalia delectabilis (A.H. Sm, 1937)
- Prunulus delectabilis (Murrill, 1916)